# Explorer 35
Explorer 35 (auch bekannt als AIMP-E oder AIMP-6, jeweils kurz für Anchored Interplanetary Monitoring Platform) war ein Mondsatellit der US-amerikanischen Raumfahrtbehörde NASA. Ziel der Mission waren die Erforschung des Sonnenwinds, des Interplanetaren Magnetfelds, der dünnen Mond-Ionosphäre und des Mond-Gravitationsfeldes sowie die Messung der Mikrometeoritendichte und der radioaktiven Strahlung.

## Aufbau
Der Hauptkörper der Sonde war ein achteckiges Prisma (71 cm breit, 20,3 cm hoch). Vier Solarpaneele lieferten durchschnittlich 70 Watt; Silber-Kadmium-Batterien dienten als Energiespeicher. Das Raumfahrzeug war drallstabilisiert mit 25,6 Umdrehungen pro Minute.

## Missionsverlauf
Explorer 35 wurde am 19. Juli 1967 mit einer Delta-E-Trägerrakete von Cape Canaveral gestartet. Im Gegensatz zu der früher gestarteten Schwestersonde Explorer 33, welche in einem Erdorbit strandete, erreichte Explorer 35 eine elliptische Umlaufbahn um den Mond von 800 km × 7692 km und 147° Inklination. Am 24. Juni 1973 wurde die Sonde außer Betrieb genommen und schlug später auf der Mondoberfläche auf.

## Ergebnisse
Die Sonde entdeckte, dass der Mond keine Magnetosphäre hat, sodass Sonnenwind-Teilchen direkt auf der Oberfläche einschlagen und der Mond eine "Lücke" im Sonnenwindfluss erzeugt.